# Юрьево (деревня, Москва)
Юрьево — деревня в Троицком административном округе Москвы  (до 1 июля 2012 года была в составе Наро-Фоминского района Московской области). Входит в состав поселения Новофёдоровское.
Название, предположительно, произошло от календарного личного имени Юрий.

## Население
Согласно Всероссийской переписи, в 2002 году в деревне не было постоянного населения. По данным на 2005 год, в деревне проживало 5 человек.

## Расположение
Деревня Юрьево находится на левом берегу реки Сохна примерно в 20 км к западу от центра города Троицка. Ближайшие населённые пункты — деревни Белоусово и Малеевка.